# 719 (szám)
A 719 (római számmal: DCCXIX) egy természetes szám, prímszám.

## A szám a matematikában
A tízes számrendszerbeli 719-es a kettes számrendszerben 1011001111, a nyolcas számrendszerben 1317, a tizenhatos számrendszerben 2CF alakban írható fel.
A 719 páratlan szám, prímszám. Biztonságos prím, faktoriálisprím. Normálalakban a 7,19 · 102 szorzattal írható fel.
Pillai-prím. 
A 719 négyzete 516 961, köbe 371 694 959, négyzetgyöke 26,81418, köbgyöke 8,95866, reciproka 0,0013908. A 719 egység sugarú kör kerülete 4517,61024 egység, területe 1 624 080,880 területegység; a 719 egység sugarú gömb térfogata 1 556 952 203,4 térfogategység.
A 719 helyen az Euler-függvény helyettesítési értéke 718, a Möbius-függvényé −1.